# بوسنك
بوسنك (بالألمانية: Pößneck) هي place with town rights and privileges وبلدة ألمانية تقع في ألمانيا في Saale-Orla-Kreis. يقدر عدد سكانها بـ 13,344 نسمة .

## المدن التوأمة
مدن مسباخ، فورشهايم (اوبرفرانكن)، شاتو تييري وBytom Odrzański هي مدن توأمة لـبوسنك.

## أعلام
- رولاند ماتيس
- نيكو هيرزيج